# Мяннилаан, Маттиас
Маттиас Мяннилаан (эст. Mattias Männilaan; 8 сентября 2001, Таллин) — эстонский футболист, нападающий.

## Биография
Воспитанник клуба «Флора» (Таллин). С 2017 года начал играть на взрослом уровне за второй и третий составы клуба в низших лигах Эстонии. В основной команде своего клуба дебютировал в матче высшего дивизиона 16 мая 2018 года против «Курессааре», заменив на 63-й минуте Франка Лийвака. Первый гол забил в своей второй игре, 23 октября 2018 года в ворота «Вапруса». Со своим клубом стал бронзовым призёром чемпионата Эстонии 2018 года.
Летом 2019 года вместе с товарищем по «Флоре» Маркусом Сеппиком был отдан в аренду в немецкий клуб «Хольштайн» (Киль), где выступал только за молодёжную команду. Весной 2020 года из-за пандемии Ковид игроки были вынуждены вернуться на родину. Затем в течение нескольких лет форварда отдавали в аренду в «Курессааре». В 2021 году с 11 забитыми голами он стал лучшим снайпером своего клуба и вошёл в десятку лучших бомбардиров чемпионата Эстонии. 12 марта 2022 года в матче с таллинским «Калевом» сделал свой первый хет-трик в высшей лиге, забив при этом 3 гола за пять минут.
Выступал за сборные Эстонии младших возрастов, провёл более 30 матчей.

## Достижения
- Бронзовый призёр чемпионата Эстонии: 2018